# Agència Europea per a la Seguretat i la Salut en el Treball
L'Agència Europea per a la Seguretat i la Salut en el Treball (EU-OSHA) constitueix un dels òrgans més importants de la política social de la Unió Europea (UE). També és un dels que presenta majors desafiaments: cada cinc segons un treballador de la UE es veu afectat per un accident laboral, i cada dues hores un mort per la mateixa causa.

## Història
Aquesta agència fou creada l'any 1996 per part del Consell de la Unió Europea per a recopilar, analitzar i divulgar informació relacionada amb la seguretat i salut en el treball.
Aquesta agència té la seu a la ciutat basca de Bilbao i compte amb una plantilla d'experts en seguretat i salut en el treball, comunicació i administració pública.

## Missió i funcionament
La principal missió de l'Agència és fer els llocs de treball europeus més saludables, segurs i productius, i en particular fomentar una cultura de la prevenció efectiva. Així mateix vol enfrontar-se a la diversitat que comporta la seguretat i la salut en el treball (SST) i a la necessitat d'incrementar la sensibilització en el centre de treball, una tasca que depassa els recursos i habilitats d'un sol Estat membre.
L'Agència està representada en els diferents Estats membres per una xarxa de «centres de referència», normalment les principals organitzacions responsables de la SST en els seus respectius països. Els centres de referència treballen a través de xarxes tripartides constituïdes per representants del govern, empresaris i treballadors. Aquesta estructura tripartida es reflecteix així mateix en la composició del consell d'administració de l'Agència.